# Olympische Winterspiele 1992/Teilnehmer (Philippinen)
| Gelbes Symbol für Goldmedaillen mit stilisierten Olympischen Ringen | Graues Symbol für Silbermedaillen mit stilisierten Olympischen Ringen | Braundes Symbol für Bronzemedaillen mit stilisierten Olympischen Ringen |
| ------------------------------------------------------------------- | --------------------------------------------------------------------- | ----------------------------------------------------------------------- |
| —                                                                   | —                                                                     | —                                                                       |

Die Philippinen nahmen an den Olympischen Winterspielen 1992 im französischen Albertville mit einem Athleten teil.
Es war die dritte Teilnahme der Philippinen an Olympischen Winterspielen.

## Ski Alpin
Herren
- Michael Teruel
Riesenslalom: 71. Platz
Slalom: 49. Platz